# Grouches-Luchuel
Grouches-Luchuel est une commune française située dans le département de la Somme, en région Hauts-de-France.

## Géographie

### Localisation
Grouches-Luchuel est un village picard de l'Amiénois, limitrophe du Pas-de-Calais et de l'Artois.
Limitrophe de Doullens, le village est situé à 8 km au nord-ouest de Pas-en-Artois, 31 km au sud-ouest d'Arras, 32 km au nord d'Amiens et à 40 km au nord-est d'Abbeville à vol d'oiseau.
Le territoire de la commune est limitrophe de ceux de cinq communes.
Les communes limitrophes sont  Amplier, Bouquemaison, Doullens, Halloy et Lucheux.

### Hydrographie

#### Réseau hydrographique
La commune est située dans le bassin Artois-Picardie. Elle est drainée par la Grouche, la Grouches-Luchuel et le Bout des Prés,.
| (texte à fusionner) Une petite rivière, la Grouche, au fond de sa vallée verdoyante, sépare Grouches (au nord-ouest) de Luchuel (au sud-est). Cette rivière est classée en première catégorie pour la pêche. La présence également d'un étang sur le territoire de la commune constitue un complément à ce milieu attaché à la biodiversité. |

La Grouche, d'une longueur de 17 km, prend sa source dans la commune de Coullemont et se jette  dans l'Authie à Doullens, après avoir traversé six communes.

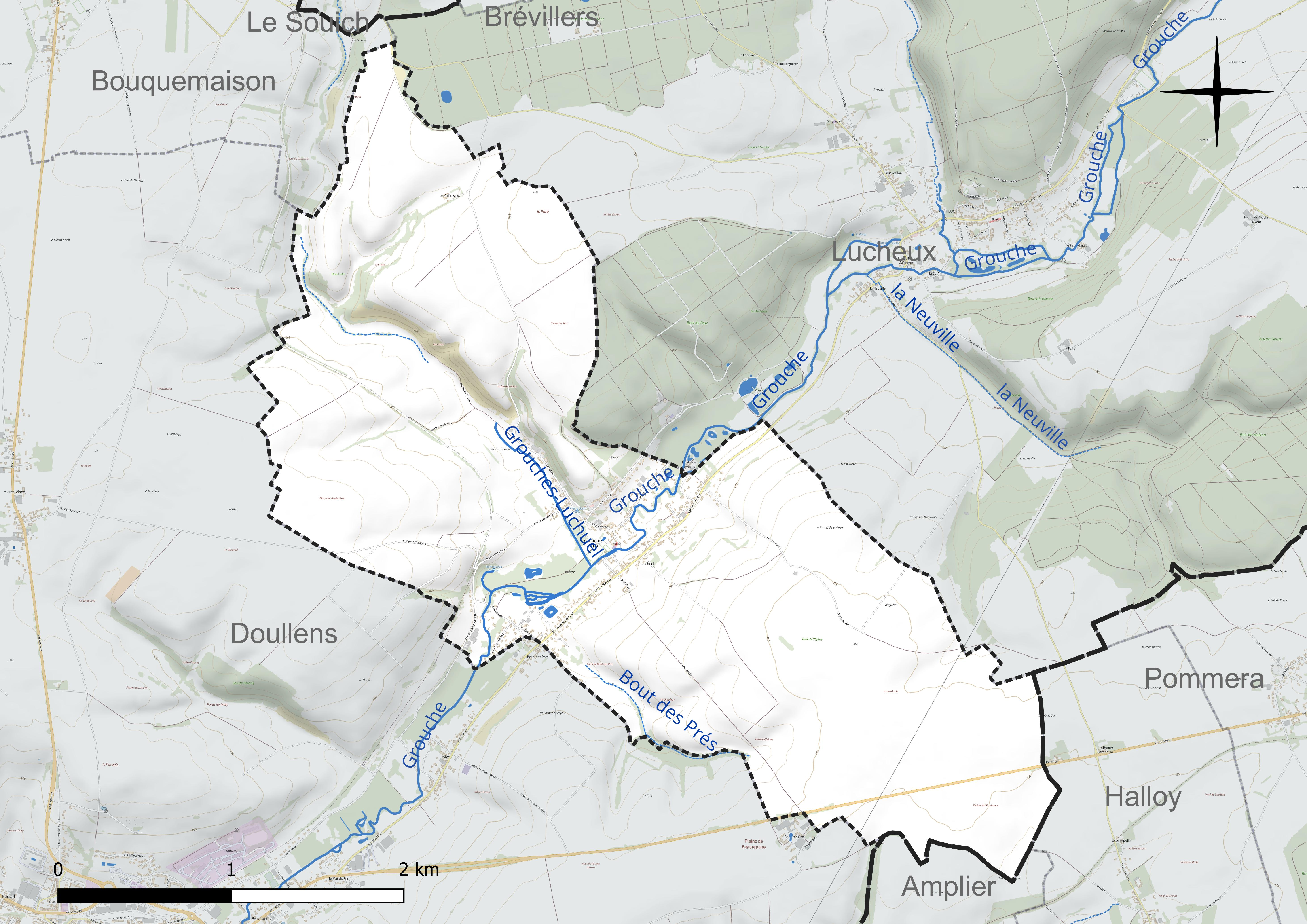
Réseau hydrographique de Grouches-Luchuel.

#### Gestion et qualité des eaux
Le territoire communal est couvert par le schéma d'aménagement et de gestion des eaux (SAGE) « Authie ». Ce document de planification concerne un territoire de 1 253 km2 de superficie, délimité par le bassin versant de l'Authie. Le périmètre a été arrêté le 5 août 1999 et le SAGE proprement dit est, en 2024, en cours d'élaboration. La structure porteuse de l'élaboration et de la mise en œuvre est le syndicat mixte Canche Et Authie.
La qualité des cours d'eau peut être consultée sur un site dédié géré par les agences de l'eau et l'Agence française pour la biodiversité.

### Climat
Pour des articles plus généraux, voir Climat des Hauts-de-France et Climat de la Somme.
En 2010, le climat de la commune est de type climat océanique dégradé des plaines du Centre et du Nord, selon une étude du CNRS s'appuyant sur une série de données couvrant la période 1971-2000. En 2020, Météo-France publie une typologie des climats de la France métropolitaine dans laquelle la commune est exposée à un climat océanique et est dans la région climatique Côtes de la Manche orientale, caractérisée par un faible ensoleillement (1 550 h/an) ; forte humidité de l'air (plus de 20 h/jour avec humidité relative > 80 % en hiver), vents forts fréquents.
Pour la période 1971-2000, la température annuelle moyenne est de 10,2 °C, avec une amplitude thermique annuelle de 13,9 °C. Le cumul annuel moyen de précipitations est de 824 mm, avec 13,1 jours de précipitations en janvier et 8,8 jours en juillet. Pour la période 1991-2020, la température moyenne annuelle observée sur la station météorologique la plus proche, située sur la commune de Saulty à 11 km à vol d'oiseau, est de 10,4 °C et le cumul annuel moyen de précipitations est de 899,7 mm,. Pour l'avenir, les paramètres climatiques de la commune estimés pour 2050 selon différents scénarios d'émission de gaz à effet de serre sont consultables sur un site dédié publié par Météo-France en novembre 2022.

## Urbanisme
La route départementale 5 (RD 5), dont le nom local est attaché au camp du Drap d'Or constitue l'« épine dorsale » des lieux.

### Typologie
Au 1er janvier 2024, Grouches-Luchuel est catégorisée commune rurale à habitat dispersé, selon la nouvelle grille communale de densité à sept niveaux définie par l'Insee en 2022.
Elle est située hors unité urbaine. Par ailleurs la commune fait partie de l'aire d'attraction d'Amiens, dont elle est une commune de la couronne,. Cette aire, qui regroupe 369 communes, est catégorisée dans les aires de 200 000 à moins de 700 000 habitants,.

### Occupation des sols
L'occupation des sols de la commune, telle qu'elle ressort de la base de données européenne d'occupation biophysique des sols Corine Land Cover (CLC), est marquée par l'importance des territoires agricoles (93 % en 2018), une proportion sensiblement équivalente à celle de 1990 (93,4 %). La répartition détaillée en 2018 est la suivante : 
terres arables (79,3 %), prairies (10,4 %), zones urbanisées (6,7 %), zones agricoles hétérogènes (3,2 %), forêts (0,2 %). L'évolution de l'occupation des sols de la commune et de ses infrastructures peut être observée sur les différentes représentations cartographiques du territoire : la carte de Cassini (XVIIIe siècle), la carte d'état-major (1820-1866) et les cartes ou photos aériennes de l'IGN pour la période actuelle (1950 à aujourd'hui).

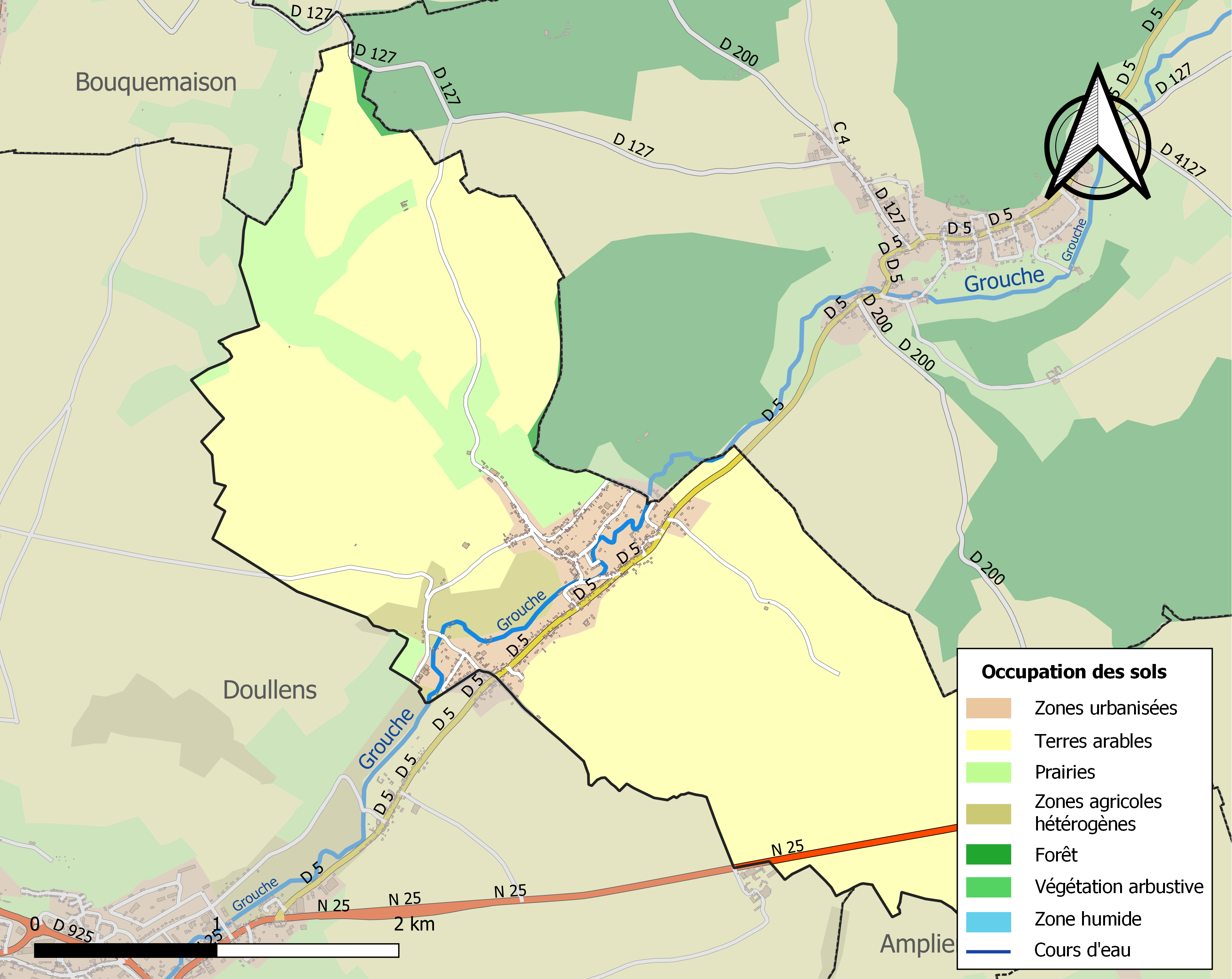
Carte des infrastructures et de l'occupation des sols de la commune en 2018 (CLC).

## Toponymie
Grouches est attesté sous les formes Grouches en 1378 ; Crouches en 1453 ; Groue en 1638 ; Grouch en 1657 ; Gruces en 1666 ; Grouche en 1733 ; Grouches-Luchuel en 1850.

Le toponyme est issu de l'hydronyme de la rivière la Grouche autrefois nommée la Coule ou le Lucheux.
Luchuel est attesté sous les formes Luchuel en 1161 ; Luceolum en 1165 ; Luechuel en 1199 ; Lucheul en 1378 ; Lucuel en 1579 ; Lucue en 1592 ; L'Uchuel en 1781 ; Luchuvel en 18.. .

## Histoire
Le premier De Grouches connu est Thierry de Grouches, chevalier, seigneur de Grouches en 1290.
Le blason familial avait pour cimier une demi-femme échevelée au naturel, et pour tenants deux sauvages. La commune actuelle de Grouches-Luchuel, a repris le même blason, mais porte les fasces vivrées.
La famille s'est illustrée à de nombreuses reprises lors de combats aux côtés du roi de France.
En 1810, les deux communes de Grouches et de Luchuel fusionnent. Le bicentenaire a été fêté en 2010.

## Politique et administration

### Liste des maires
| Période                                  | Période                  | Identité      | Étiquette | Qualité                                                                                       |
| ---------------------------------------- | ------------------------ | ------------- | --------- | --------------------------------------------------------------------------------------------- |
| Les données manquantes sont à compléter. |                          |               |           |                                                                                               |
| 1953                                     | 1983                     | Victor Vérité |           |                                                                                               |
| 1983                                     | En cours (au 6 mai 2014) | Francis Petit |           | Vice-président de la CC du Territoire Nord Picardie (2017 → ) Réélu pour le mandat 2014-2020, |

### Politique environnementale
Classement au concours des villes et villages fleuris : deux fleurs récompensent les efforts locaux en faveur de l'environnement.
La bordure des rives de la Grouche est valorisée, les larris sont l'objet d'un entretien particulier ainsi que les milieux humides constitués du marais communal et son étang, dans le cadre d'un contrat avec le conservatoire régional. La zygène, les orchis militaris et pyramidal sont ainsi mieux préservés.

## Population et société

### Démographie
L'évolution du nombre d'habitants est connue à travers les recensements de la population effectués dans la commune depuis 1793. Pour les communes de moins de 10 000 habitants, une enquête de recensement portant sur toute la population est réalisée tous les cinq ans, les populations de référence des années intermédiaires étant quant à elles estimées par interpolation ou extrapolation. Pour la commune, le premier recensement exhaustif entrant dans le cadre du nouveau dispositif a été réalisé en 2008.

En 2022, la commune comptait 571 habitants, en évolution de −4,03 % par rapport à 2016 (Somme : −1,26 %, France hors Mayotte : +2,11 %).
| 1793 | 1800 | 1806 | 1821 | 1831  | 1836 | 1841 | 1846 | 1851 |
| ---- | ---- | ---- | ---- | ----- | ---- | ---- | ---- | ---- |
| 450  | 441  | 514  | 836  | 1 026 | 929  | 918  | 962  | 961  |

| 1856 | 1861 | 1866 | 1872 | 1876 | 1881 | 1886 | 1891 | 1896 |
| ---- | ---- | ---- | ---- | ---- | ---- | ---- | ---- | ---- |
| 979  | 953  | 938  | 875  | 822  | 763  | 698  | 761  | 679  |

| 1901 | 1906 | 1911 | 1921 | 1926 | 1931 | 1936 | 1946 | 1954 |
| ---- | ---- | ---- | ---- | ---- | ---- | ---- | ---- | ---- |
| 624  | 636  | 590  | 508  | 501  | 440  | 422  | 422  | 388  |

| 1962 | 1968 | 1975 | 1982 | 1990 | 1999 | 2006 | 2008 | 2013 |
| ---- | ---- | ---- | ---- | ---- | ---- | ---- | ---- | ---- |
| 370  | 345  | 381  | 395  | 521  | 472  | 555  | 579  | 608  |

| 2018 | 2022 | - | - | - | - | - | - | - |
| ---- | ---- | - | - | - | - | - | - | - |
| 577  | 571  | - | - | - | - | - | - | - |

### Enseignement
Les communes de Bouquemaison, Lucheux, Humbercourt et Grouches-Luchuel gèrent l'enseignement primaire au sein d'un regroupement pédagogique intercommunal.

## Culture locale et patrimoine

### Lieux et monuments
- Chapelle Saint-Brice, à Luchuel. Cette construction du XVIe siècle, dressée à l'ouest de la route départementale no 5 (sur la gauche en provenance de Bout-des-Près-lès-Doullens et en direction de Lucheux), est équipée d'une cloche installée dans la baie de son campenard. Désacralisée en 2008, elle est l'objet de travaux visant à la transformer en espace culturel complémentaire à la salle des fêtes[31]. La chapelle primitive dépendait du prieuré de Saint-Sulpice-lès-Doullens, donnée par l'évêque Évrard, avec une portion de dîme, en 1222[21].
- Église Saint-Martin, de Grouches, en contrebas de la route départementale no 5 et au-delà de la petite rivière (affluent de la rive droite de l'Authie). Deux cloches garnissent son clocher-mur.

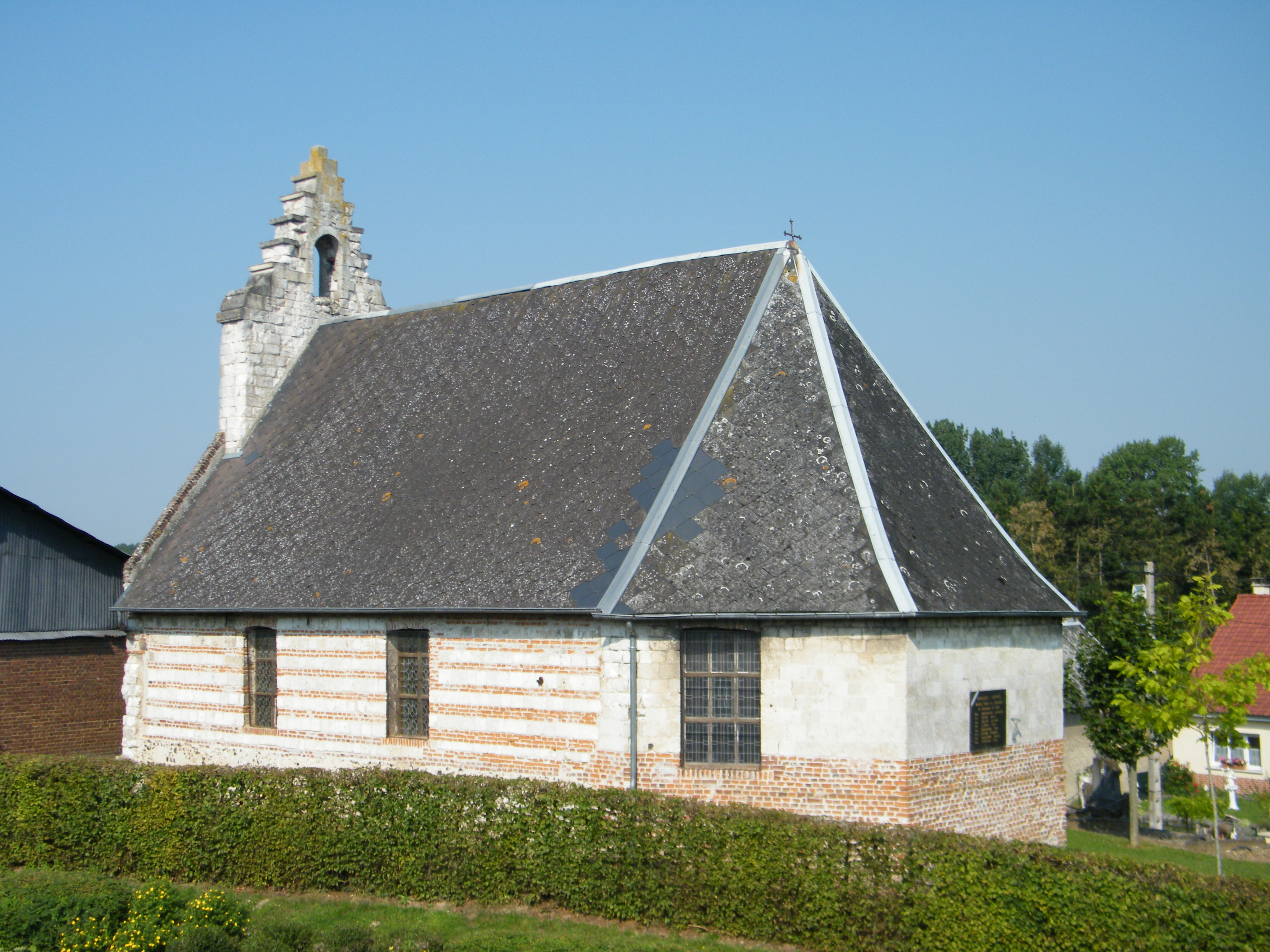
Saint-Brice.
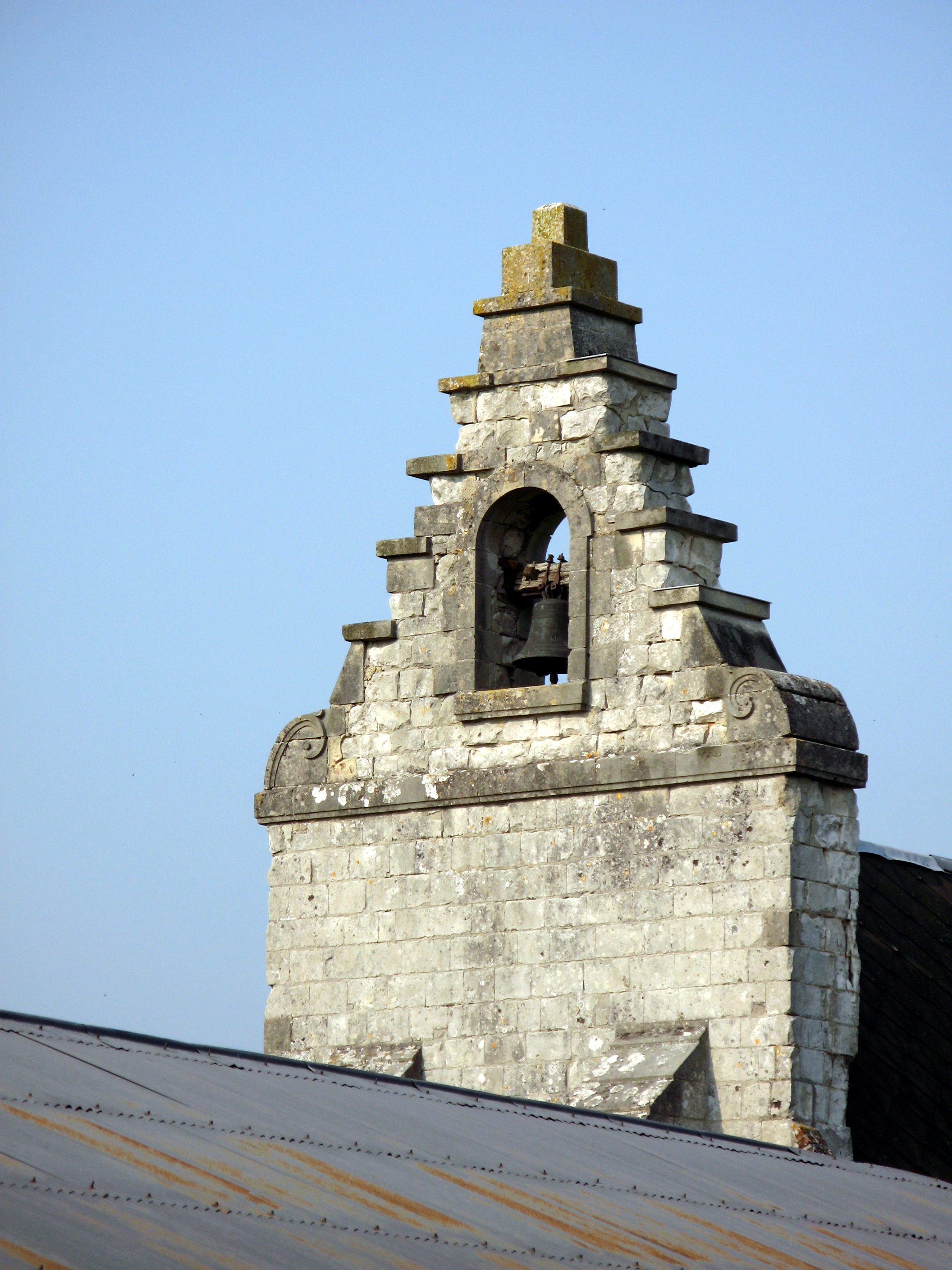
Détail du clocher-mur de Saint-Brice.
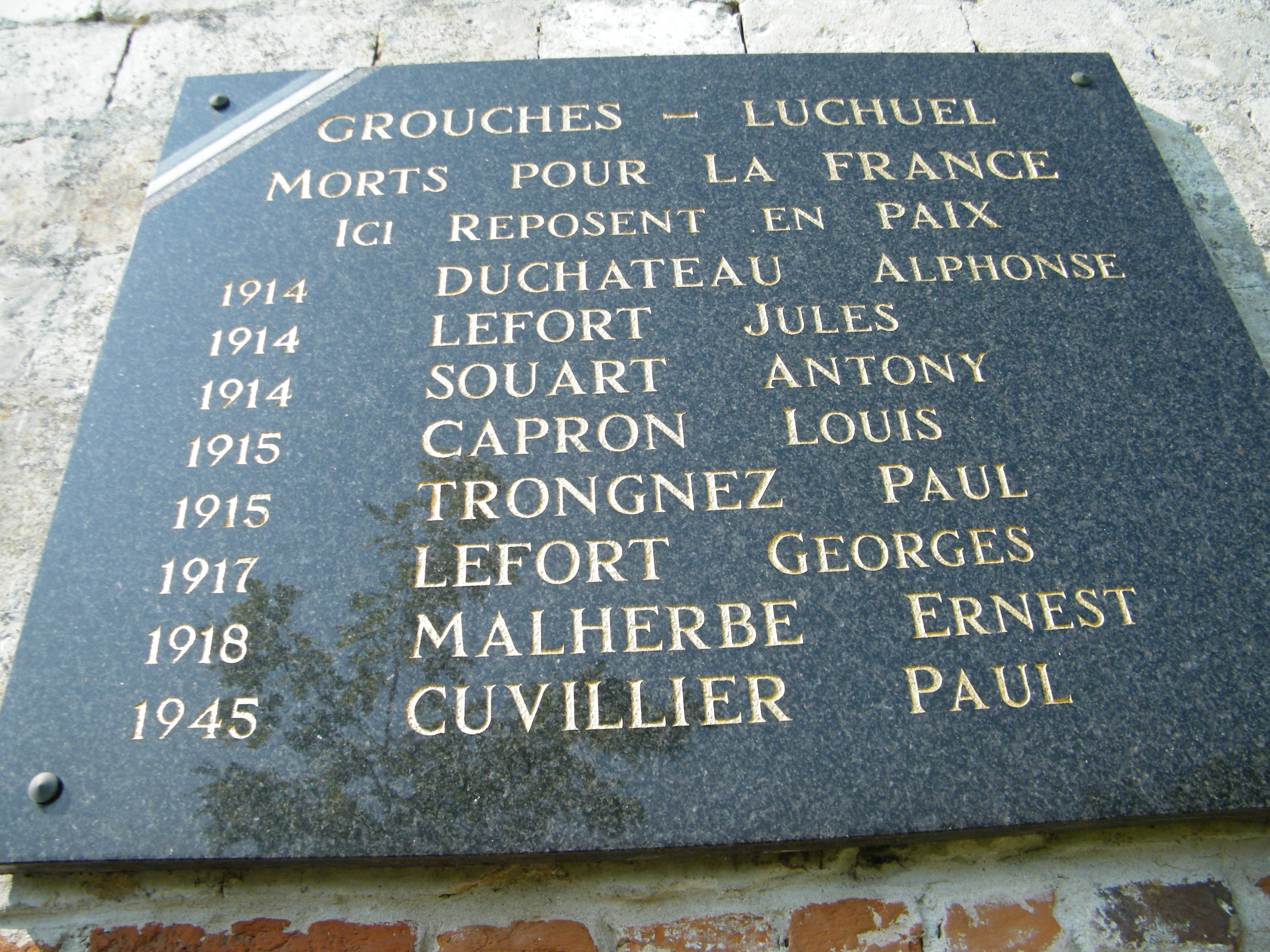
Hommage aux victimes de guerres, sur le chevet de Saint-Brice, à Luchuel.

### Héraldique
| Blason de Grouches-Luchuel | Blason  | D'or à trois fasces vivrées de gueules. DeviseLibertas omnium in uno commune (La liberté de tous dans une commune). |
| Blason de Grouches-Luchuel | Détails | Blason utilisé par la commune.                                                                                      |

### Vie associative
La Devil Ride a organisé une première course de caisses à savon en 2012. Une deuxième édition a eu lieu en mai 2013. La commune accueille les 9 et 10 mai 2015 une épreuve de la coupe d'Europe de caisses à savon, la seule épreuve en France, le village étant une des quatre étapes européennes.
L'association Devil Ride organise une première course à obstacles le 11 mai 2014, l'extreme Devil Road,.
La société de pêche du village (AAPPMA La Grouche) propose aux pêcheurs de découvrir la pêche en rivière première catégorie (pêche de la truite fario) et propose également la pêche en étang (carpes, brochets, gardons, brèmes, anguilles, tanches...), un parcours de 6 000 m2 avec des tables de pique-nique en pleine nature.